# Лук'яненко Олександра Михайлівна
Олександра Михайлівна Лук'яненко (28 січня 1938, село Шевченкове, тепер місто Долинська Долинського району Кіровоградської області — 12 червня 1993, місто Київ) — українська радянська діячка, міністр соціального забезпечення Української РСР. Депутат Верховної Ради УРСР 10—11-го скликань. Член Ревізійної комісії КПУ в 1976—1981 і 1986—1990 роках. Доктор медичних наук (1973).

## Біографія
У 1961 році закінчила Дніпропетровський державний медичний інститут.
Член КПРС з 1961 року.
У 1961—1970 роках — завідувачка відділу охорони здоров'я Дзержинського районного виконавчого комітету міста Кривого Рогу; головна лікарка 2-ї лікарні міста Кривого Рогу Дніпропетровської області.
У 1970—1973 роках — начальниця відділу, заступниця начальника Управління по лікувальній роботі 4-го Головного управління Міністерства охорони здоров'я Української РСР.
У лютому 1973 — квітні 1974 року — заступниця міністра соціального забезпечення Української PCP. У квітні 1974 — березні 1979 року — 1-й заступниця міністра соціального забезпечення Української PCP.
19 березня 1979 — 17 вересня 1991 року — міністр соціального забезпечення Української PCP.
Авторка понад 30 наукових праць, серед яких три монографії «Ревматичні пороки серця у вагітних» (1968), «Реабілітація і лікарсько-трудова експертиза при фібромі матки» (1981), «Проблеми експертизи реабілітації і працевлаштування інвалідів» (1982).

## Нагороди
- два ордени Трудового Червоного Прапора (1976, 1981)
- орден Знак Пошани (1971)
- три медалі
- заслужений лікар Української РСР (1984)
- почесна Грамота Президії Верховної Ради УРСР (27.01.1988)